# Златоград
Златоград (буг. Златоград) град је у Републици Бугарској, у јужном делу земље, седиште истоимене општине Златоград у оквиру Смољанске области.
Златоград је познат по средишту, где је сачувано много грађевина у народном, балканском градитељству.

## Географија
Положај: Златоград се налази у јужном делу Бугарске, близу државне границе са Грчком — 4 km југозападно од града. Од престонице Софије град је удаљен 290 kmјугоисточно, а од обласног средишта, Смољана град је удаљен 55 km југоисточно.
Рељеф: Област Златограда се налази у области средишњег дела планинског ланца Родопа. Град се сместио у долини реке Врбице, на приближно око 520 метара надморске висине.
Клима: Због знатне надморске висине клима у Златограду је оштрији облик континенталне климе са планинским утицајима.
Воде: Кроз Златоград протиче река Врбица горњим делом свог тока.

## Историја
Област Златограда је првобитно било насељено Трачанима, а после њих овом облашћу владају стари Рим и Византија. Јужни Словени ово подручје насељавају у 7. веку. Од 9. века до 1373. године област је била у саставу средњовековне Бугарске.
Крајем 14. века област Златограда је пала под власт Османлија, који владају облашћу 5 векова. Током османске владавине месно бугарско становништво је делом исламизовано.
1912. године град је постао део савремене бугарске државе. Насеље постоје убрзо средиште окупљања за села у околини, са више јавних установа и трговиштем.

## Становништво
По проценама из 2010. године Златоград је имао око 7.500 становника. Огромна већина градског становништва су етнички Бугари, од којих су део и муслимански Помаци. Остатак су махом Роми. Последњих две деценије град има сталан пад становништва због удаљености од главних токова развоја у држави.
Претежан вероисповест месног становништва је православље, а мањинска ислам.

## Галерија
- Градска православна црква
- Река Врбица при протоку кроз Златоград
- Стара балканска градња
- Гранични прелаз „Златоград“ на граници Бугарске и Грчке